# Salug
Salug is een gemeente in de Filipijnse provincie Zamboanga del Norte op het eiland Mindanao. Bij de laatste census in 2007 had de gemeente bijna 30 duizend inwoners.

## Geografie

### Bestuurlijke indeling
Salug is onderverdeeld in de volgende 23 barangays:
| - Bacong - Balakan - Binoni - Calucap - Canawan - Caracol - Danao - Dinoan - Dipolod - Fatima - Ipilan - Lanawan | - Liguac - Lipakan - Mucas - Pacuhan - Poblacion - Poblacion East - Pukay - Ramon Magsaysay - Santo Niño - Tambalang - Tapalan |

## Demografie
Salug had bij de census van 2007 een inwoneraantal van 29.960 mensen. Dit zijn 1.046 mensen (3,6%) meer dan bij de vorige census van 2000. De gemiddelde jaarlijkse groei komt daarmee uit op 0,49%, hetgeen lager is dan het landelijk jaarlijks gemiddelde over deze periode (2,04%). Vergeleken met de census van 1995 is het aantal mensen met 1.549 (5,5%) toegenomen.

De bevolkingsdichtheid van Salug was ten tijde van de laatste census, met 29.960 inwoners op 206,6 km², 145 mensen per km².